# Pachycondyla tesseronoda
Pachycondyla tesseronoda är en myrart som först beskrevs av Carlo Emery 1877.  Pachycondyla tesseronoda ingår i släktet Pachycondyla och familjen myror. Inga underarter finns listade i Catalogue of Life.